# Abdullah Yıldırmış
Muhammed Abdullah Yıldırmış (7 de noviembre de 2003) es un deportista turco que compite en tiro con arco, en la modalidad de arco recurvo.
Participó en los Juegos Olímpicos de París 2024, obteniendo una medalla de bronce en la prueba por equipo. Ganó una medalla de plata en el Campeonato Mundial de Tiro con Arco al Aire Libre de 2023 y una medalla de plata en el Campeonato Europeo de Tiro con Arco en Sala de 2025.

## Palmarés internacional
| Juegos Olímpicos                 | Juegos Olímpicos  | Juegos Olímpicos  | Juegos Olímpicos |
| Año                              | Lugar             | Medalla           | Prueba           |
| -------------------------------- | ----------------- | ----------------- | ---------------- |
| 2024                             | París (Francia)   | Medalla de bronce | Equipo           |
| Campeonato Mundial al Aire Libre |                   |                   |                  |
| Año                              | Lugar             | Medalla           | Prueba           |
| 2023                             | Berlín (Alemania) | Medalla de plata  | Equipo           |
| Campeonato Europeo en Sala       |                   |                   |                  |
| Año                              | Lugar             | Medalla           | Prueba           |
| 2025                             | Samsun (Turquía)  | Medalla de plata  | Equipo           |